# 蒋斯岱
蒋斯岱，汉军镶蓝旗人，清朝官员。
隶鑲藍旗漢軍都統魯濟山佐領下。蒋斯岱曾于光绪年间接替景春任建宁府知府一职，由程嘉祐接任。又陕西凤翔府知府。

## 家庭
- 太高祖蔣毓英，台湾知府。
- 高祖長蘆鹽政使蔣國祥。胞姊蔣氏，嫁正黄旗汉军、北河总督端肅公田文鏡。
- 曾祖山東平度州知州蔣韶年。
- 祖父乾隆四十九年甲辰進士、两江总督文勤公蔣攸銛。胞姊蔣氏，嫁镶蓝旗汉军尚維勷（胞兄參將尚維寶（后代有光緒十八年（1892年）壬辰科进士尚其亨），父佐领兼骁骑参将尚玉德，祖領侍衞內大臣、和碩額駙尚崇廙，曾祖侍卫内大臣、和硕额驸尚之隆）。
- 父道光十五年乙未科三甲进士、貴州巡撫勤慤公蔣霨遠，撰有《绳枻斋年谱》。母（继妻）吳氏（父嘉慶壬戌科進士吳椿）。
- 姑母蔣氏，嫁正红旗满洲他塔喇氏廣源（父乾隆甲辰科進士文寧，祖父山西布政使善德，祖母尚佳氏（父内务府正白旗汉军、熱河總管、江寧織造福海；胞侄女尚佳氏封道光帝之豫嬪）；祖伯父乾隆丙戌科進士善聰）。
- 妻盧氏（父盧端黼，祖父嘉慶己未恩科進士、两广总督敏肃公盧坤）。
- 女蔣氏，继配嫁内务府正黄旗汉军楊鍾齡（胞兄光緒十五年（1889年）己丑科进士楊鍾羲）。